# Paulita Pappel
Paulita Pappel (Madrid, 13 december 1987) is een Spaanse filmmaakster, scenarioschrijfster en intimiteitscoördinatrice die in Berlijn, Duitsland woont. Zij is de oprichtster van Lustery, een amateur pornografische website, en HARDWERK, een onafhankelijk productiebedrijf. Zij is ook de curator van het Pornfilmfestival Berlijn.

## Jeugd en onderwijs
Pappel is geboren in 1987 in Madrid, Spanje. Zij werd feministisch opgevoed en raakte al vroeg in haar leven gefascineerd door pornografie. In 2005 maakte Pappel haar school af en verhuisde naar Duitsland. Zij droomde ervan pornoster te worden en verliet Spanje omdat zij zich door de katholieke mentaliteit van dat land beperkt voelde. Pappel ging naar de Vrije Universiteit Berlijn, waar ze vergelijkende literatuur studeerde en in 2013 haar Bachelor haalde.

## Carrière
Tijdens haar studie aan de VU in Berlijn ontdekte Pappel het seks-positieve queer feminisme en engageerde zij zich in de queer feministische gemeenschap van Berlijn. Haar politieke overtuigingen brachten haar ertoe maatschappelijke taboes en stigma's betreffende seksualiteit aan te vechten, en zij begon op te treden in queer feministische pornografische films als activistische daad. Pappel werkte in verschillende queer feministische producties, zoals Share (2010) van Marit Östberg en Mommy Is Coming (2012) van Cheryl Dunye. Ze verscheen ook in verschillende films van de door Erika Lust opgerichte serie XConfessions.
Vanaf 2015 begon Pappel te werken als producer en regisseur voor meerdere producties. Zij is ook betrokken bij de feministische queer pornogemeenschap van Berlijn en wordt beschouwd als een icoon van de altpornocultuur. Ze is voorstander van een seks-positieve, consent-cultuur. Pappel is ook mede-organisator en curator van het Pornfilmfestival Berlijn. In 2016 richtte Pappel Lustery.com op, een platform gewijd aan het seksleven van levensechte koppels uit de hele wereld die hun seksleven filmen en delen met de gemeenschap. In 2020 richtte Pappel HARDWERK op, een productiemaatschappij en ook hardwerk.com, een platform voor seks-positief feminisme met een uitgebreide bibliotheek van pornovideo's.

## Geselecteerde filmografie

### Actrice
| Jaar | Titel                                     | Filmregisseur                  |
| ---- | ----------------------------------------- | ------------------------------ |
| 2010 | Share                                     | Marit Östberg                  |
| 2012 | Hasenhimmel                               | Oliver Rihs                    |
| 2012 | Mommy Is Coming (reguliere film)          | Cheryl Dunye                   |
| 2013 | Space Labia                               | Lo-Fi Cherry                   |
| 2014 | XConfessions Vol. 3                       | Erika Lust                     |
| 2014 | Magic Rosebud                             | Roberta Pinson/Lavian Rose     |
| 2014 | Performance                               | Hanna Bergfors/Kornelia Kugler |
| 2015 | When we are together we can be everywhere | Marit Östberg                  |
| 2016 | XConfessions Vol. 6                       | Erika Lust                     |
| 2018 | XConfessions Vol. 12                      | Poppy Sanchez                  |
| 2019 | Instinct (kortfilm)                       | Marit Östberg                  |
| 2019 | Eva Sola                                  | Lara Rodriguez Cruz            |
| 2019 | The Intern – A Summer of Lust             | Erika Lust                     |

### Regisseur/Producent
| Jaar | Titel                                        |
| ---- | -------------------------------------------- |
| 2016 | Female Ejaculation                           |
| 2016 | Birthday Surprise                            |
| 2016 | The Tinder Sex Experiment                    |
| 2016 | Lustery                                      |
| 2017 | Refugees Welcome                             |
| 2017 | Meanwhile in a parallel universe             |
| 2017 | The Toilet Line                              |
| 2018 | It Is Not The Pornographer Who Is Perverse.. |
| 2019 | Bride Gang                                   |
| 2019 | Gang Car Gang                                |
| 2019 | Ask me Bang                                  |
| 2020 | Labyrinth Gang                               |
| 2020 | Kill Gang                                    |
| 2020 | Hey Siro                                     |
| 2020 | Hirsute                                      |
| 2020 | Masquerade of Madness                        |
| 2021 | Even Closer / Hautnah                        |
| 2021 | Ask me Bang Delfine                          |
| 2021 | Hologang                                     |